# منتخب تايلاند تحت 23 سنة لكرة الطائرة للسيدات
منتخب تايلاند تحت 23 سنة لكرة الطائرة للسيدات هو ممثل تايلاند الرسمي في المنافسات الدولية في كرة طائرة في فئة كرة الطائرة للسيدات تحت 23 سنة.